# ジュール熱

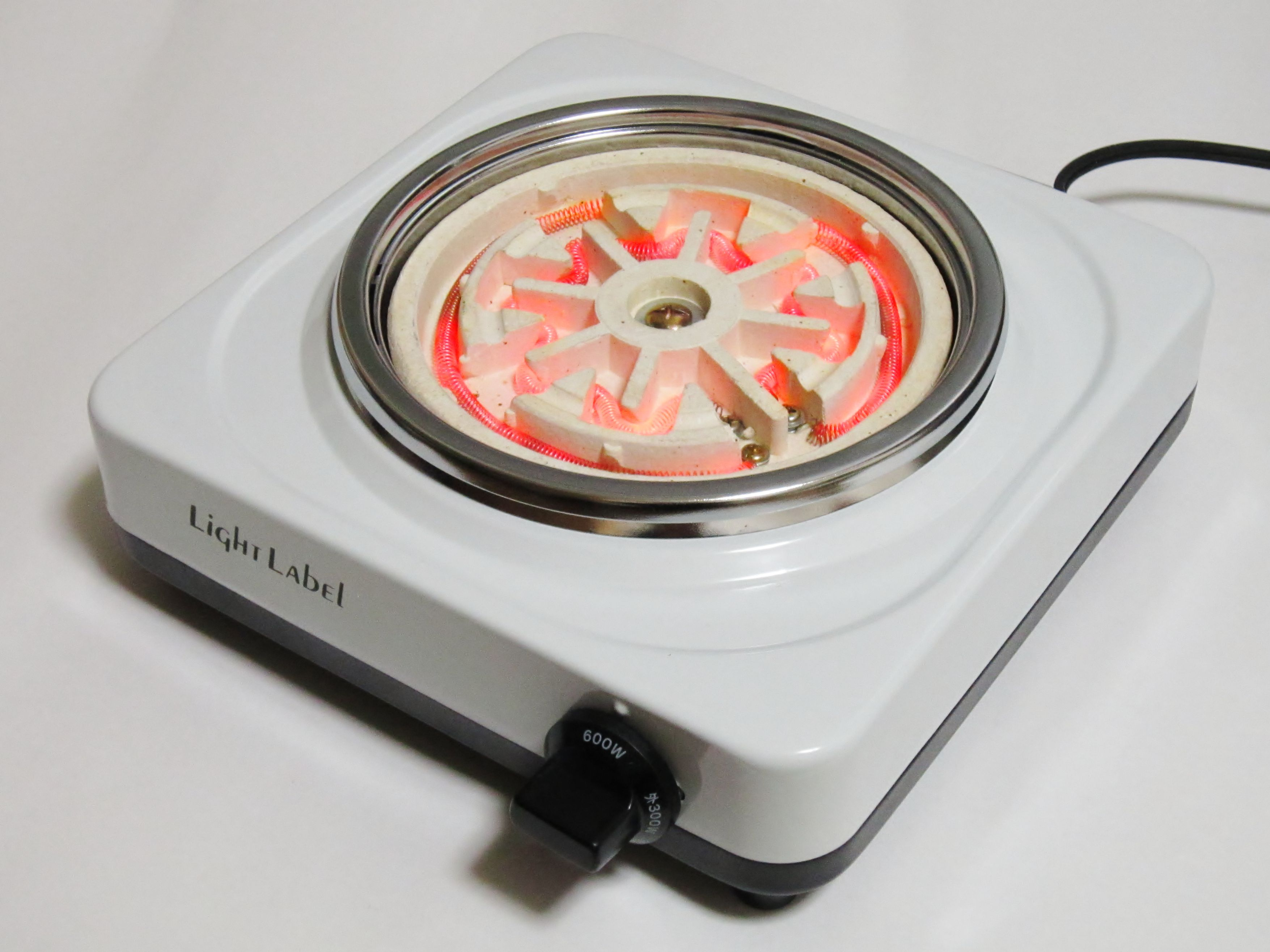
電気焜炉
ニクロム線に通電した際に生じるジュール熱を調理に利用する

ジュール熱（ジュールねつ、英語: Joule heat）は、導体に電流を流したときに生じる熱である。

## ジュールの法則
電気抵抗 {\displaystyle R} [Ω] の物体に、 {\displaystyle I} [A] の定常電流を {\displaystyle t} 秒間流したときに発生する熱量、すなわちジュール熱の量 {\displaystyle Q} [J] は、
{\displaystyle Q=RI^{2}t\,}
となる。ジュール熱の量は、抵抗 {\displaystyle R} と電流 {\displaystyle I} の二乗の積に比例する。これはイギリスの物理学者、ジェームズ・プレスコット・ジュールが実験によって発見した物理法則で、ジュールの法則と呼ばれる。
上の式はオームの法則を用いることによって次式のように変形することができる。
{\displaystyle Q=VIt=RI^{2}t={\frac {V^{2}}{R}}t\,}
（V:電圧）

## ジュール熱の利用
ジュール熱の大きさは、抵抗に流す電流によって変化させることができる。制御が容易であるため、古くから暖房器具や調理器具などに利用されている。
調理器炊飯器、電気焜炉、電気ポット、トースター、ホットプレート
暖房器具電気あんか、電気こたつ、電気ストーブ、電気毛布、鉄道車両の電気暖房
乾燥機衣類乾燥機、電気食器乾燥機、電気布団乾燥機、ヘアドライヤー
その他アイロン、はんだごて、ヒューズ、電気温水器、電撃殺虫器

## ジュール熱による損失
電動機や発電機、変圧器といった、おおむね大きな電力を扱う装置やこれらを繋ぐ配線類も超伝導技術でも使わない限り導体中の抵抗によって無用なジュール熱が生じてしまう。また、照明器具を含む家庭電気製品や事務用の電気を扱う機器類のすべてもまた、無用なジュール熱によってエネルギーを無駄に消費してしまう。配線はできるだけ短くしながら流れる電流に応じて電線の断面積が適切なものを選ぶことでジュール熱の発生は最小限に抑えることができる
。また、生じた熱も適切に放熱、冷却することが求められる。

### ジュール損
変圧器のような電気コイルを用いた電気部品では、コイルを構成する銅線にジュール熱が生じるだけでなく、通電していないコアと呼ばれる鉄芯などにもジュール熱が生じてしまい、エネルギーの損失となる。
変圧器やコア付きコイルなどでは、鉄などをコアに用いて磁束の集中と部品サイズの縮小を図っているが、交流電流が流れることでコア内の磁束が生成と消滅を繰り返し、この過程でコア内に渦電流が生じてしまう。この渦電流が流れることでジュール熱によるエネルギーの損失が生じ、この損失は「ジュール損」や「渦電流損」と呼ばれる。低周波数での交流電流ではジュール損はそれほど大きくないため、絶縁された薄いケイ素鋼板を磁束に沿って多数積層したコアを用いることで、コア内に生じる渦電流を分断し、最小化することでジュール損を少なくする手法が一般的に採用されている。高周波数の交流電流ではジュール損が顕著となるため、比抵抗が高いソフト・フェライトをコアに用いることで、コア内に渦電流が生じないようにされる事が一般的である。